# Tristania (EP)
Tristania es un auto titulado EP o MCD de la banda de metal gótico originaria de Noruega, Tristania. Es su debut ante el público, y contiene versiones de temas que nunca fueron incluidas en trabajos posteriores. 
Salió con fecha oficial 17 de noviembre de 1997, bajo el sello Napalm Records y grabado en el Klepp Lydstudio en Egersund, Noruega.
Contiene una hermosa interpretación instrumental llamada "Sirene" y la pieza más larga grabada por la banda hasta ese entonces, "Cease To Exist".

## Lista de canciones
Toda la música por Morten Veland & Einar Moen  / Todas las letras por Morten Veland.
1. "Sirene" – 3:25
2. "Midwintertears" – 8:30
3. "Pale Enchantress" – 6:29
4. "Cease To Exist" – 9:17

- "Midwintertears" y "Pale Enchantress" pueden ser encontrados en el disco publicado al año siguiente Widow's Weeds regrabadas con algunos pequeños cambios.

- Los otros dos temas, "Sirene" y "Cease To Exist" fueron finalmente incluidos como bonus tracks del mismo disco en una edición limitada posterior. Cabe destacar que en este caso estos temas no se regrabaron nunca.

## Créditos
- Vibeke Stene - Voz
- Morten Veland - Voz gutural y guitarra
- Anders H. Hidle - Guitarra
- Rune Østerhus - Bajo
- Einar Moen - Teclados
- Kenneth Olsson - Batería